# Felcsút
Felcsút község Fejér vármegyében, a Bicskei járásban, Székesfehérvártól 39 km-re északkeletre.

## Fekvése

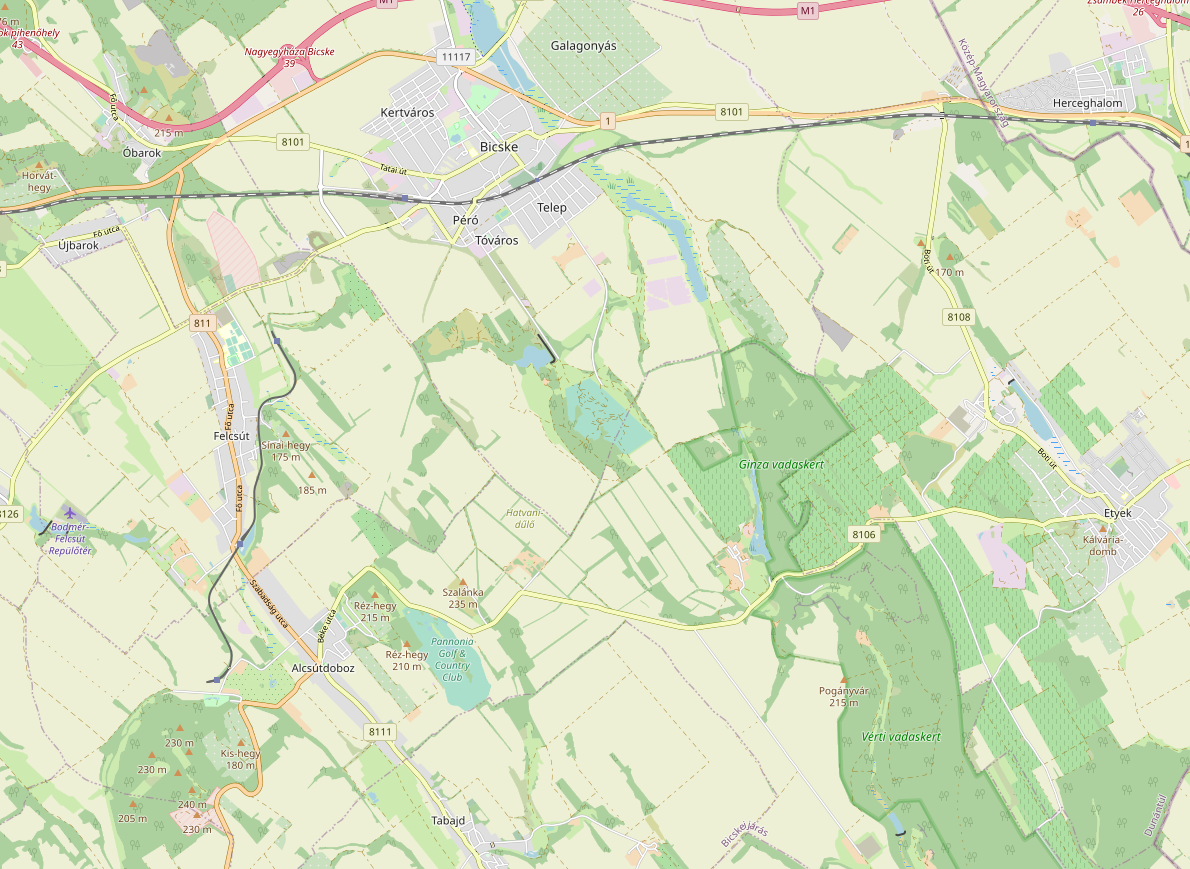
Felcsút környékének térképe

A Mezőföld északkeleti részén, a Váli-víz jobb partján terül el. A falu főutcája a 811-es főút, mely Székesfehérvárral és Bicskével köti össze a települést. Határában találkozik a 811-es főút a Söréd felől Csákváron át idáig húzódó 8126-os úttal, és itt ágazik ki utóbbiból a Szárligetre vezető 8113-as út is.
Településrésze Szúnyogpuszta, mely Felcsút centrumától 2 kilométerre fekszik nyugati irányban. 2011-es adatok szerint Szúnyogpuszta lakónépessége 62 fő, a lakások száma 15 volt. Szúnyogpusztán az őstermelő Pák-To Kft. telephelye üzemel. A Pák-To Kft. étkezési tyúktojás termelésével és értékesítésével foglalkozik.

## Története
Első írásos említése 1269-ből származik, nevét a Csút személynévből származtatják. A község területéről bronzkori és római kori leletek is előkerültek. A középkorban legnagyobb birtokosai a fehérvári keresztes lovagok voltak, a török idők után került a pálos rend tulajdonába. Középkori pusztatemploma ez idő tájt pusztulhatott el. Több kutató Felcsút területére, vagy környékére helyezte a középkori Berencse nevű elpusztult falut is. 1542-ben a helyi lakosság a katonaság ellen panaszkodott. Feltételezhető hogy a sávolyi vagy sarvoli nemesek Felcsútra költöztek és innen ered a két település névegyeztetése.
1716-ban a faluba új telepesek érkeztek. 1778-1788 között a Gányi család pereskedett itteni birtokaiért. Egyházlátogatási jegyzőkönyvekben az 1805-ös, 1818-as, 1839-es és 1869-es évben szerepel. Klasszicista stílusú római katolikus plébániatemploma 1828 és 1840 között épült fel; oltárképét id. Dorfmeister István festette 1792-ben. A református templom 1895-ben készült el, a Községházát 1906-ban adták át. Jelentős előrelépés volt az azóta már nem üzemelő vasútvonal megépítése. A Tanácsköztársaság bukása után Felcsút átmenetileg román megszállás alá került. 1931. július 16-án a település határában ért földet repülőgépével az Atlanti-óceán átrepülése után Magyar Sándor és Endresz György. Útjukkal a trianoni békedöntés igazságtalanságaira próbálták felhívni a világ közvéleményének figyelmét. A falu történetének feldolgozásához fontos kiindulópont a levéltári anyag, sajnos a Fejér Megyei Levéltárban a falura vonatkozó külön közigazgatási iratanyag csak 1856-tól maradt fenn.
A szovjet csapatok 1944. december 24-én érték el a községet. A közelben húzódó front miatt sokan elmenekültek, a falu csak 1945 március végén - április elején népesült be újra. A harcok alatt a katolikus iskola berendezése nagyrészt, a református iskoláé pedig teljesen megsemmisült. 1945 tavaszán kezdetét vehette a tanítás, a szorgalmi időszakot meghosszabbították július közepéig, így a tankötelesek nem vesztettek évet.
Az 1945-ös földosztás során a község lakosság 148 házhelyhez jutott, melyből 122-t épített be. A felcsúti Új Élet Mezőgazdasági Termelőszövetkezet elnöke körüli 1972-es politikai konfliktust dolgozta fel Ember Judit és Gazdag Gyula 1972-ben készült dokumentumfilmje, A határozat.
Felcsút a rendszerváltás után jelentős fejlődésnek indult, kiépültek illetve megújultak közművei és intézményei, 2000 őszén került átadásra a Sportcsarnok. A 2010-es kormányváltás után a település fejlődése újabb fokozatba kapcsolt. Megépült a Pancho Aréna, a felcsúti Puskás Akadémia FC székhelye. 
A település múltjának emlékei a Helytörténeti Múzeumban tekinthetők meg.

## Közélete

### Polgármesterei
| Időszak   | Név             | Jelölő szervezet(ek) | Megjegyzés                                                |
| --------- | --------------- | -------------------- | --------------------------------------------------------- |
| 1990–1994 | Noll Zoltán     | független            |                                                           |
| 1994–1998 | Noll Zoltán     | független            |                                                           |
| 1998–2002 | Noll Zoltán     | független            |                                                           |
| 2002–2006 | Varga György    | független            |                                                           |
| 2006–2010 | Varga György    | független            |                                                           |
| 2010–2011 | Varga György    | független            | összeférhetetlenség kimondása miatt megbízatása megszűnt. |
| 2011–2014 | Mészáros Lőrinc | Fidesz-KDNP          | Időközi választás, 2011. június 19.                       |
| 2014–2018 | Mészáros Lőrinc | Fidesz-KDNP          | hivataláról lemondott                                     |
| 2018–2019 | Mészáros László | Fidesz-KDNP          | Időközi választás 2018. augusztus 12.                     |
| 2019–2024 | Mészáros László | Fidesz-KDNP          |                                                           |
| 2024–     | Mészáros László | Fidesz-KDNP          |                                                           |

A településen 2011. június 19-én időközi polgármester-választást kellett tartani, mert az előző polgármester személye vonatkozásában összeférhetetlenség kimondására került sor. Az önkormányzati törvény 2010 decemberében életbe lépett egyik módosítása ugyanis arról rendelkezett, hogy összeférhetetlenség miatt meg kell szüntetni azon polgármesterek megbízatását, akik 60 napon túli, rendezetlen köztartozással rendelkeznek, és a Fejér Megyei Bíróság szerint Varga György beleesett ebbe a körbe, így 2011. február 28-ával megszűnt a polgármesteri jogállása. Az időközi választáson ezzel együtt is jogosult maradt az indulásra, de csak a második helyet érte el.
2018. augusztus 12-én ismét időközi polgármester-választást tartottak Felcsúton, ezúttal az előző polgármester lemondása miatt. E választás különös érdekessége volt, hogy két Mészáros László nevű jelölt indult egymás ellen; kettejük között csak a második keresztnevük alapján lehetett különbséget tenni a választási dokumentumokban.

## Demográfia
A 2011-es népszámlálás során a lakosok 88,3%-a magyarnak, 0,3% cigánynak, 0,5% németnek, 0,4% románnak, 0,3% szerbnek, 0,2% szlováknak, 0,2% ukránnak mondta magát (11,6% nem nyilatkozott; a kettős identitások miatt a végösszeg nagyobb lehet 100%-nál). A vallási megoszlás a következő volt: római katolikus 36,1%, református 18,2%, evangélikus 1%, görögkatolikus 0,8%, izraelita 0,1%, felekezeten kívüli 16,3% (25,5% nem nyilatkozott).
2022-ben a lakosság 89,9%-a vallotta magát magyarnak, 1% németnek, 0,4% ukránnak, 0,3% cigánynak, 0,2-0,2% szerbnek, románnak és szlováknak, 0,1-0,1% lengyelnek, görögnek és ruszinnak, 1,5% egyéb, nem hazai nemzetiségűnek (11,1% nem nyilatkozott; a kettős identitások miatt a végösszeg nagyobb lehet 100%-nál). Vallásuk szerint 25,9% volt római katolikus, 17,3% református, 0,8% görög katolikus, 0,4% evangélikus, 0,1% izraelita, 0,1% ortodox, 2,2% egyéb keresztény, 0,4% egyéb katolikus, 15,9% felekezeten kívüli (36,8% nem válaszolt).

## Gazdasági helyzete
2009-ben Felcsút volt az egy főre jutó havi jövedelem alapján a leggazdagabb magyarországi település 171 092 forinttal, megelőzve Budapest II. kerületét, valamint a harmadik helyezett XII. kerületet. 2008-ban Felcsút a 336. helyen állt. A CID Cég-Info Kft. szerint valószínű, hogy Felcsútot néhány új, magasan adózó vállalkozói adófizető adatai emelték az átlagjövedelmet mutató rangsor első helyére.
A Heti Válasz oknyomozó írása alapján a megoldás kulcsa egy Felcsúton élő vállalkozónak a magyar állam által kifizetett több milliárdos kártérítés.

## Egészségügy
2017-ben átadásra került a felcsúti faluház két helyiségében kialakított új fogorvosi rendelő. A két helység egy részét leválasztották és ólomajtóval látták el, ahol helyet kapott a fogorvosi röntgen készülék. A fogorvosi rendelő végleges felszerelése 11 millió forintba került.

## Közlekedése

### Közút
Felcsúton áthalad a Székesfehérvártól Bicskéig (pontosabban az M1-es autópályáig) vezető 811-es főút. Itt menetrend szerinti autóbusz-járatok közlekednek.

### Vasút
1898-as megnyitásától az 1980-as években történt megszüntetéséig áthaladt a településen a 6-os számú Bicske–Székesfehérvár-vasútvonal, amelynek két megállóhelye is volt Felcsút térségében: Felcsút megállóhely és Alcsút-Felcsút állomás. A megszüntetett vonal helyén 2015-ben új kisvasút létesült, melynek hivatalos neve Vál-völgyi Kisvasút; ez utóbbi a megnyitása évében, 2016-ban az Alcsúti arborétum és a Puskás Akadémia végállomások között közlekedett, egyetlen közbenső megállási ponttal (Felcsút állomás, az egykori Alcsút-Felcsút nagyvasúti állomás helyén), de több lehetőség is felmerült a nyomvonal meghosszabbítására.

## Sport
A településen található a Puskás Akadémia FC labdarúgóklub, amely a magyar labdarúgó bajnokság első osztályában szerepel. Többször ért el dobogos helyezést és ennek köszönhetően többször indult nemzetközi kupasorozatok selejtezőiben. A csapat otthona a 3400 férőhelyes Pancho Aréna.
2023-ban a Pancho Aréna nyerte el a jogot, hogy az izraeli válogatott hazai pályája legyen, Svájc és Románia ellen.

## Nevezetességei
- Endresz György emlékmű. Itt szállt le az első magyar óceánrepülő Justice for Hungary (Igazságot Magyarországnak) nevű gépével Endresz György és Magyar Sándor)
- Vál-völgyi Kisvasút
- Puskás Ferenc Labdarúgó Akadémia
- Pancho Aréna
- Szőke–Göcze-kúria
- Tamássy–Margalit-kúria
- A község horgásztava kedvelt kirándulóhely

## Nevezetes személyek
- Klárné Angyal Ilka (Felcsút, 1839 – Kömlőd, 1926) színésznő, a Népszínház művésze
- Letenyei Lajos (Felcsút, 1822. február 6. – Felcsút, 1868. szeptember 27.) mezőgazdász, gazdasági író, földbirtokos.
- Orbán Viktor miniszterelnök a településen nevelkedett.
- Mészáros Lőrinc volt felcsúti polgármester, vállalkozó, aki több mint 467 milliárd forintos vagyonával Magyarország leggazdagabb[43] és 3. legbefolyásosabb személye.
- A település labdarúgóinak kategóriái: Az FC Felcsút labdarúgói, A Puskás AFC labdarúgói.

## Galéria

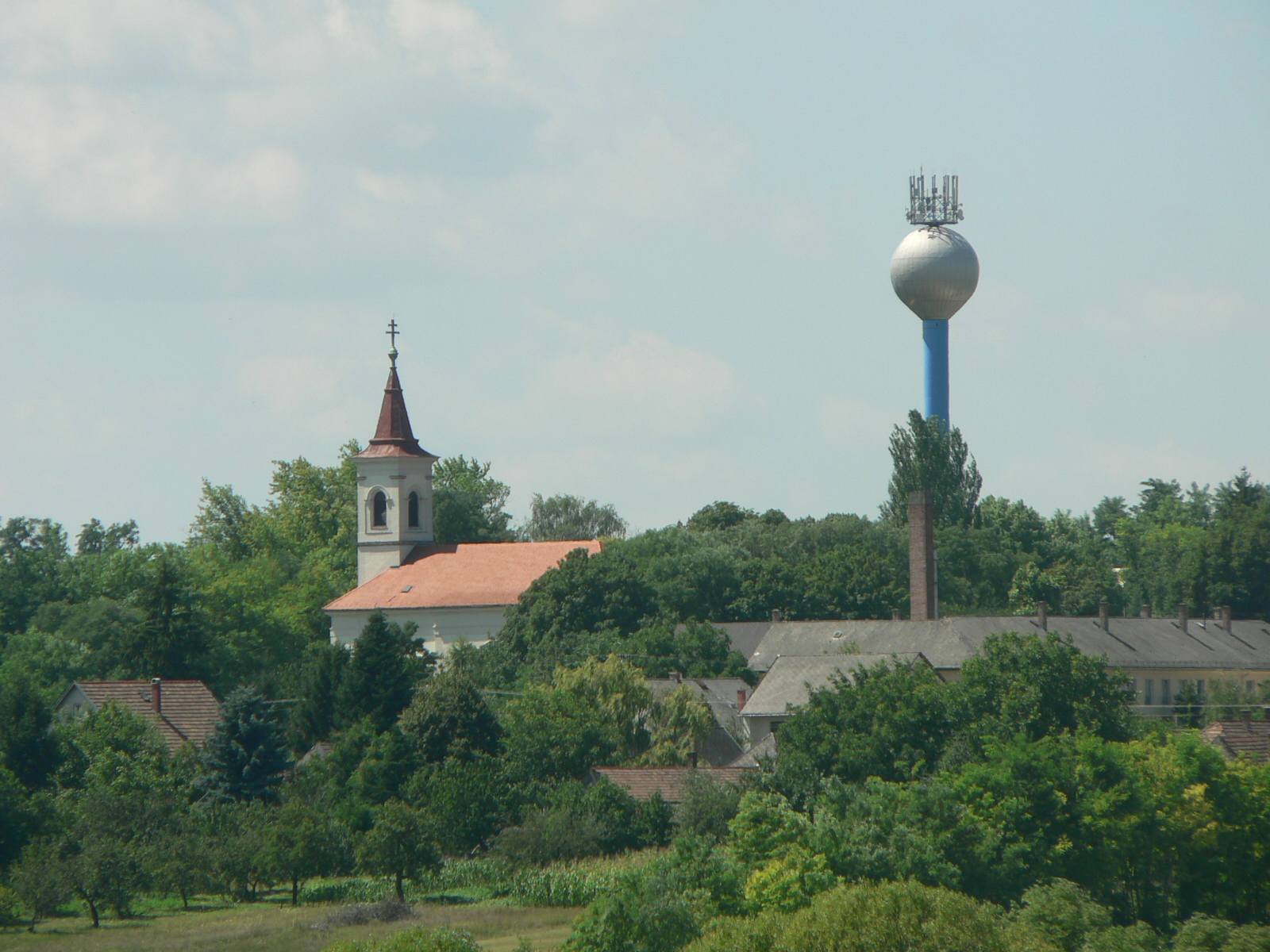
A faluközpont a kisvasút Puskás Akadémia állomásától nézve
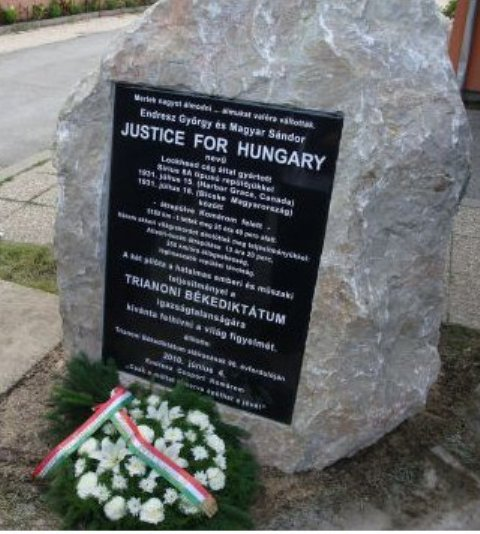
Endresz György és Magyar Sándor emlékműve
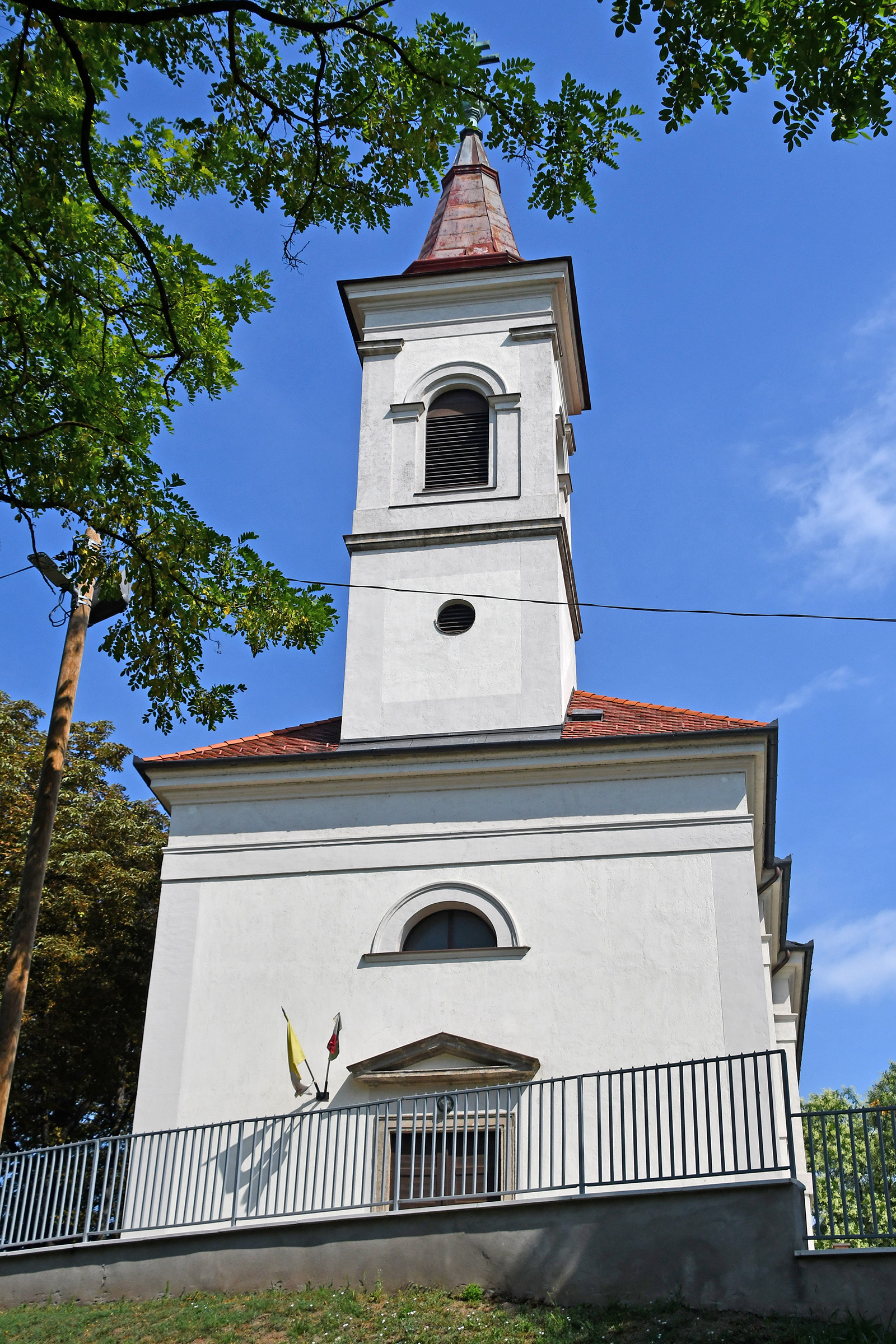
Római katolikus templom
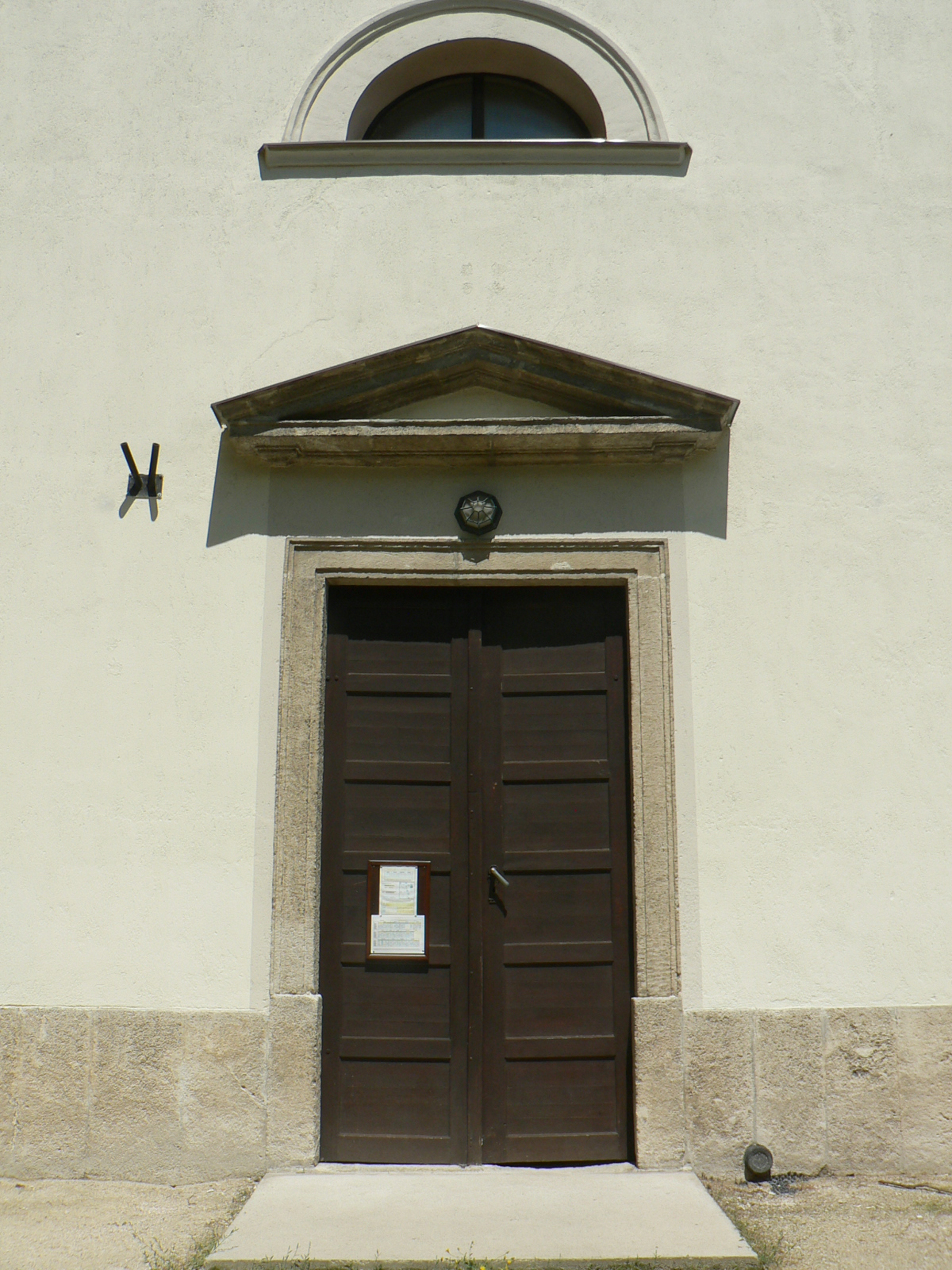
A római katolikus templom bejárata
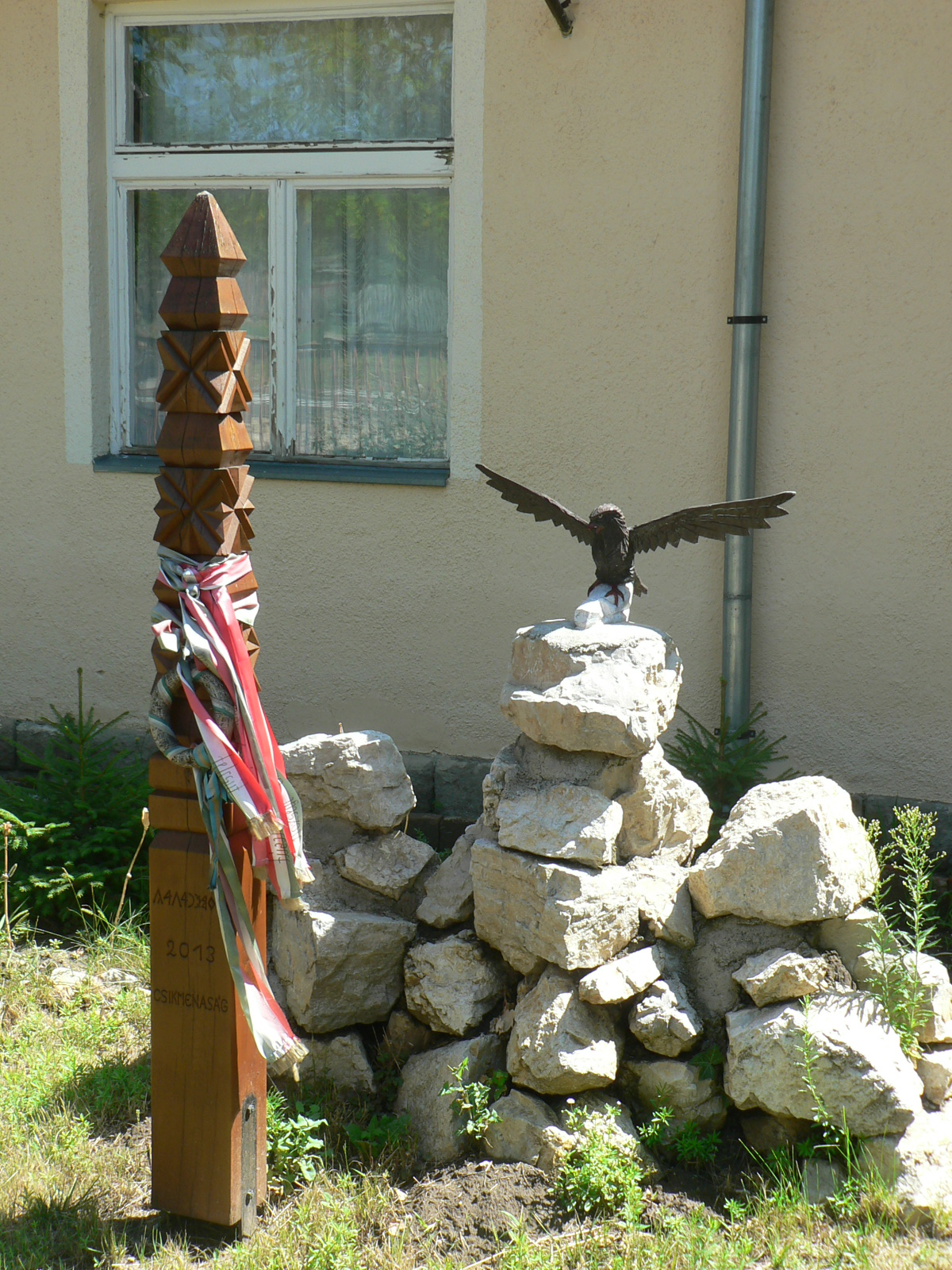
Kopjafa és emlékmű az Endresz György Általános Iskola épülete előtt
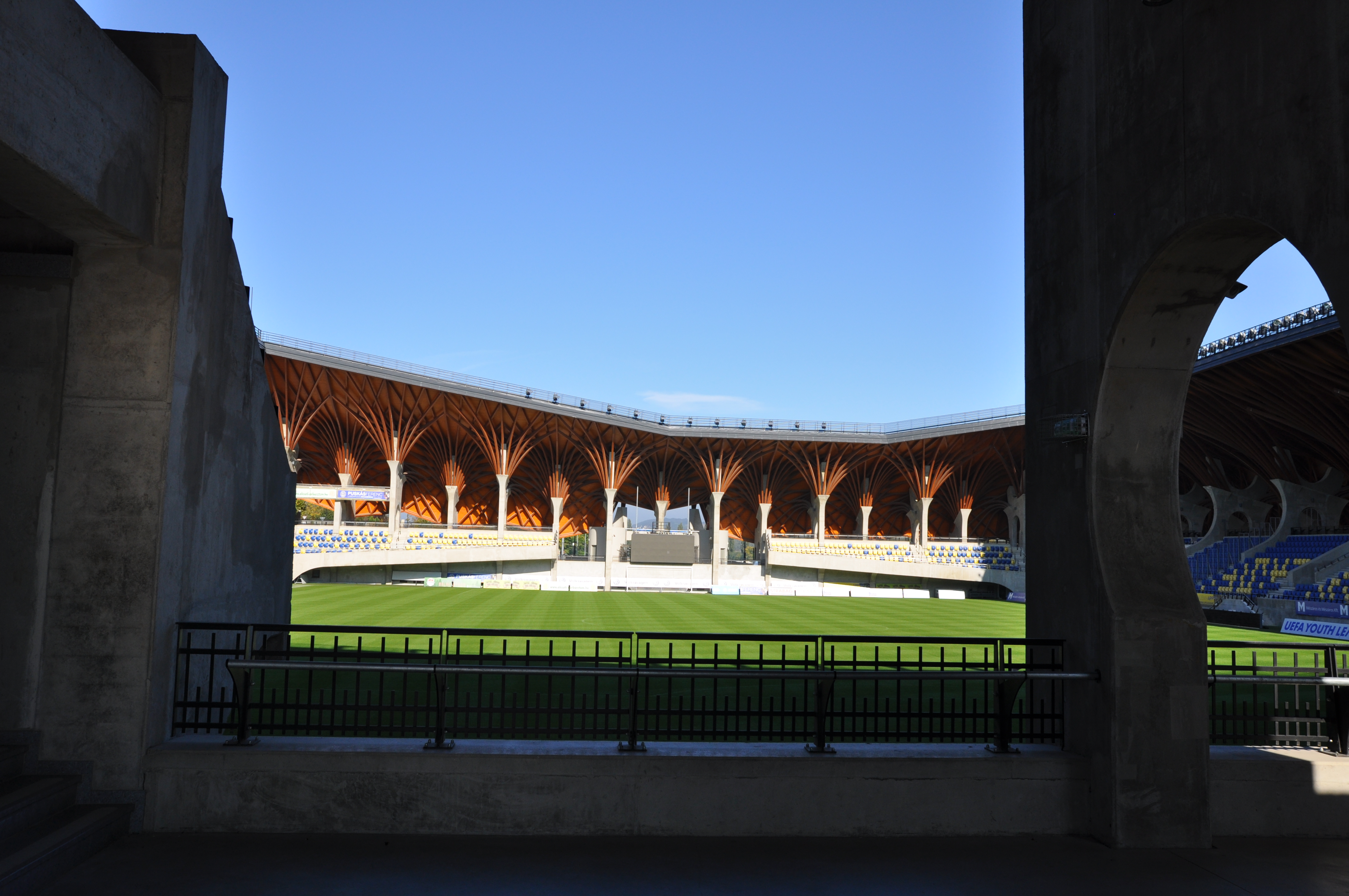
A labdarúgó stadion, a Pancho Aréna